# Coreia do Norte nos Jogos Olímpicos de Verão da Juventude de 2010
A Coreia do Norte participou dos Jogos Olímpicos de Verão da Juventude de 2010 em Cingapura. Com uma delegação composta por onze atletas que competiram em cinco esportes, o país conquistou cinco medalhas, sendo uma de ouro, uma de prata e três de bronze.

## Medalhistas
| Medalha | Nome           | Esporte            | Evento                   | Data         |
| ------- | -------------- | ------------------ | ------------------------ | ------------ |
| Ouro    | Kim Song-Chol  | Halterofilismo     | Até 62 kg masculino      | 16 de agosto |
| Prata   | Hyon Song-Chol | Judô               | Até 66 kg masculino      | 21 de agosto |
| Bronze  | Kim Kuk-Hyang  | Halterofilismo     | Mais de 63 kg feminino   | 18 de agosto |
| Bronze  | Sin Ji-Hyang   | Saltos ornamentais | Plataforma 10 m feminino | 21 de agosto |
| Bronze  | Ri Un-Ju       | Judô               | Até 52 kg feminino       | 21 de agosto |

## Atletismo
| Evento          | Atleta      | Qualificação | Qualificação | Final     | Final         |
| Evento          | Atleta      | Resultado    | Posição      | Resultado | Posição       |
| --------------- | ----------- | ------------ | ------------ | --------- | ------------- |
| 3000 m feminino | Ko Yong-Sim | 9:59.35      | 8º           | 10:20.44  | 10º (Final A) |

## Desportos aquáticos

### Natação
| Evento               | Atleta      | Qualificação    | Qualificação | Semifinais  | Semifinais  | Final       | Final       |
| Evento               | Atleta      | Resultado       | Posição      | Resultado   | Posição     | Resultado   | Posição     |
| -------------------- | ----------- | --------------- | ------------ | ----------- | ----------- | ----------- | ----------- |
| 50 m peito feminino  | Ho Kum-Jong | 37.10           | 21º (7º q3)  | Não avançou | Não avançou | Não avançou | Não avançou |
| 100 m peito feminino | Ho Kum-Jong | Não largou      | -- (-- q2)   | Não avançou | Não avançou | Não avançou | Não avançou |
| 50 m peito masculino | Yun Chun-Il | Desclassificado | -- (-- q1)   | Não avançou | Não avançou | Não avançou | Não avançou |

### Saltos ornamentais
| Evento                               | Atleta        | Elims. | Elims. | Final  | Final             |
| Evento                               | Atleta        | Pontos | Pos.   | Pontos | Pos. final        |
| ------------------------------------ | ------------- | ------ | ------ | ------ | ----------------- |
| Plataforma 10 m individual masculino | Hyon Il-Myong | 425.60 | 7º     | 469.85 | 6º                |
| Plataforma 10 m individual feminino  | Sin Ji-Hyang  | 386.20 | 5º     | 430.20 | Medalha de bronze |

## Halterofilismo
| Evento                 | Atleta        | Peso corporal (kg) | Arranque (kg) | Arranque (kg) | Arranque (kg) | Arranque (kg) | Arremesso (kg) | Arremesso (kg) | Arremesso (kg) | Arremesso (kg) | Total (kg) | Pos. final        |
| Evento                 | Atleta        | Peso corporal (kg) | 1             | 2             | 3             | Res.          | 1              | 2              | 3              | Res.           | Total (kg) | Pos. final        |
| ---------------------- | ------------- | ------------------ | ------------- | ------------- | ------------- | ------------- | -------------- | -------------- | -------------- | -------------- | ---------- | ----------------- |
| Mais de 63 kg feminino | Kim Kuk-Hyang | 87,11              | 100           | 106           | 106           | 106           | 138            | 140            | 140            | 138            | 244        | Medalha de bronze |
| Até 62 kg masculino    | Kim Song-Chol | 61,83              | 113           | 117           | 121           | 117           | 137            | 140            | 145            | 140            | 257        | Medalha de ouro   |

## Judô
| Evento              | Atleta         | 1ª rodada    | 2ª rodada                    | 3ª rodada                     | Semifinais                       | Final                               | Pos. final |
| ------------------- | -------------- | ------------ | ---------------------------- | ----------------------------- | -------------------------------- | ----------------------------------- | ---------- |
| Até 66 kg masculino | Hyon Song-Chol | Sem oponente | ARU Brandon Arends V 110-000 | KAZ Kairat Agibayev V 100-000 | MGL Dulguun Otgonbayar V 100-000 | USA Maxamillian Schneider D 000-100 | [ 4 ]      |

| Evento             | Atleta   | 1ª rodada                  | 2ª rodada                        | Semifinais                   | Disputa pelo bronze A       | Pos. final |
| ------------------ | -------- | -------------------------- | -------------------------------- | ---------------------------- | --------------------------- | ---------- |
| Até 52 kg feminino | Ri Un-Ju | NED Laura Prince V 010-000 | TKM Jennet Geldybaýeva V 020-000 | RUS Anna Dmitrieva D 001-100 | POL Maja Rasinska V 100-000 | [ 4 ]      |

| Evento         | Atleta                                                | 1ª rodada              | 2ª rodada   | Semifinais  | Final       | Pos. final |
| -------------- | ----------------------------------------------------- | ---------------------- | ----------- | ----------- | ----------- | ---------- |
| Equipes mistas | Hyon Song-Chol (como integrante da equipe Birmingham) | ZZX Equipe Cairo D 2-5 | Não avançou | Não avançou | Não avançou | 12º        |
| Equipes mistas | Ri Un-Ju (como integrante da equipe Munique)          | ZZX Equipe Essen D 3-4 | Não avançou | Não avançou | Não avançou | 9º         |

## Tênis de mesa
| Evento            | Atleta         | Preliminares | Preliminares | Preliminares | 2ª fase | 2ª fase | 2ª fase | Quartas-de-final                                                 | Semifinais  | Final       | Pos. final |
| Evento            | Atleta         | Grupo        | Confrontos | Pos.         | Grupo   | Confrontos | Pos.    | Quartas-de-final                                                 | Semifinais  | Final       | Pos. final |
| ----------------- | -------------- | ------------ | --- | ------------ | ------- | --- | ------- | ---------------------------------------------------------------- | ----------- | ----------- | ---------- |
| Simples masculino | Kim Kwang-Song | H            | HUN Tamas Lakatos D 2-3 (8-11, 11-7, 13-11, 6-11, 10-12) ECU Rodrigo Tapia V 3-0 (11-9, 13-11, 11-7) EGY Omar Bedair V 3-2 (3-11, 10-12, 11-6, 11-8, 11-5) | 2º           | BB      | BEL Emilien Vanrossomme D 1-3 (14-12, 6-11, 1-11, 8-11) CZE Ondrej Bajger D 0-3 (8-11, 8-11, 9-11) TPE Tzu-Hsiang Hung D 0-3 (7-11, 9-11, 9-11) | 4º      | Não avançou                                                      | Não avançou | Não avançou | --         |
| Simples feminino  | Kim Song-I     | A            | CHN Gu Yuting V 3-2 (11-8, 6-11, 12-10, 3-11, 11-9) IND Mallika Bhandarkar V 3-0 (11-6, 11-7, 11-7)                                                        | 1º           | AA      | POR Maria Xiao V 3-1 (7-11, 11-1, 11-9, 13-11) HKG Ka Yee Ng V 3-1 (12-10, 9-11, 11-6, 11-9) ROU Bernadette Szocs D 0-3 (9-11, 8-11, 8-11)      | 2º      | CHN Gu Yuting D 3-4 (11-13, 12-10, 8-11, 11-8, 11-8, 7-11, 6-11) | Não avançou | Não avançou | 5º         |

| Evento         | Atleta                      | Preliminares | Preliminares | Preliminares | 2ª fase                     | Quartas-de-final               | Semifinais                         | Disputa pelo bronze                       | Pos. final |
| Evento         | Atleta                      | Grupo        | Confrontos | Pos.         | 2ª fase                     | Quartas-de-final               | Semifinais                         | Disputa pelo bronze                       | Pos. final |
| -------------- | --------------------------- | ------------ | --- | ------------ | --------------------------- | ------------------------------ | ---------------------------------- | ----------------------------------------- | ---------- |
| Equipes mistas | Kim Kwang-Song e Kim Song-I | D            | Intercontinental 1 D 1-2 (1-3, 3-0, 1-3) NED Países Baixos V 2-1 (3-0, 1-3, 3-1) Pan-América 3 V 3-0 (3-0, 3-0, 3-0) | 2º           | FRA França V 2-0 (3-0, 3-0) | Europa 1 V 2-1 (3-2, 0-3, 3-2) | KOR Coreia do Sul D 0-2 (1-3, 1-3) | Intercontinental 1 D 1-2 (0-3, 3-2, 1-3)* | 4º         |